# Aktivitetsomsättning
Aktivitetsomsättning (AMR = Active Metabolic Rate) är den energimängd som kroppen i aktivitetstillstånd utnyttjar varje dag. Människans energiförbrukning ökar med tilltagande fysisk aktivitet. För att man ska bibehålla den aktuella vikten, måste den förbrukade energin åter tillföras kroppen i form av motsvarande mängd mat och dryck.
Om man under längre tid tillför mindre energi än kroppen förbrukar, kompenserar den sig framför allt från fettdepåerna, varvid vikten går ned.
Om man däremot under längre tid tillför mer energi än den beräknade aktivitetsomsättningen (AMR) kan kroppen inte förbränna energiöverskottet. Detta lagras som kroppsfett och kroppsvikten ökar.